# Volo Aeropesca Colombia 221
Il volo Aeropesca Colombia 221 era un volo passeggeri regionale partito dall'aeroporto di Florencia e diretto all'aeroporto di Neiva in Colombia. Il 26 agosto 1981 era operato da un aereo di linea turboelica Vickers Viscount registrato in Colombia come HK-1320 quando entrò in collisione con il Monte Santa Elana, una vetta delle Ande, distruggendo l'aereo e uccidendo tutti i 50 a bordo.

## L'indagine
L'indagine delle autorità colombiane concluse che la probabile causa era "la prosecuzione del VFR in condizioni meteorologiche inferiori al minimo stabilito nel Manuale delle rotte aeree colombiane".

## L'aereo
L'aereo era un quadrimotore turboelica Vickers Viscount 745D immatricolato HK-1320 con numero di costruzione Vickers 112, volò per la prima volta il 22 febbraio 1956 nel Regno Unito e fu consegnato a Capital Airlines negli Stati Uniti il 3 marzo 1956. Dopo il servizio sotto la Capital, l'Austrian Airlines ed Aloha Airlines, fu acquistato da Aeropesca Colombia nel 1971.